# Dolomedes triton
Espèce
Synonymes
- Lycosa triton Walckenaer, 1837
- Dolomedes sexpunctatus Hentz, 1845
- Dolomedes scapularis C. L. Koch, 1847
- Dolomedes major Banks, 1898
- Dolomedes albiclavius Bishop, 1924
- Dolomedes spatulatus Chamberlin & Ivie, 1946

Dolomedes triton est une espèce d'araignées aranéomorphes de la famille des Dolomedidae.

## Distribution

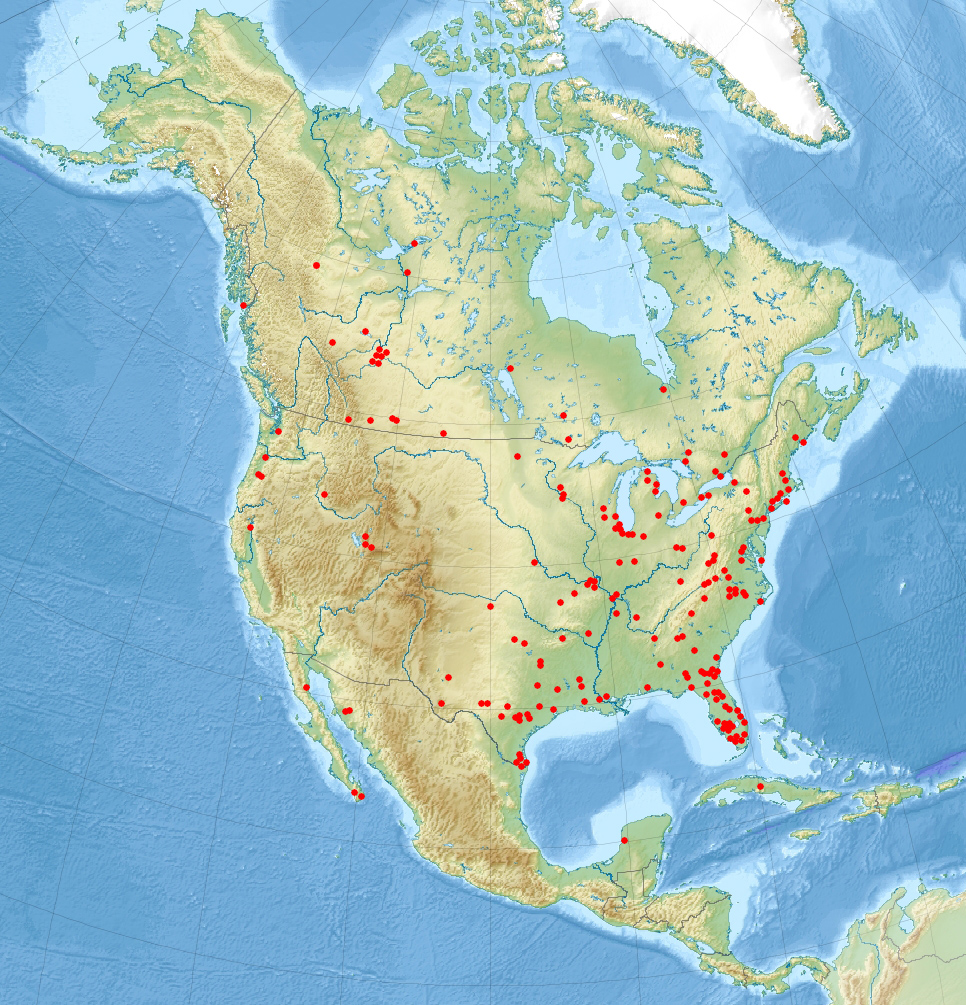
Distribution

Cette espèce se rencontre au Canada, aux États-Unis, au Mexique et à Cuba,,.

## Description

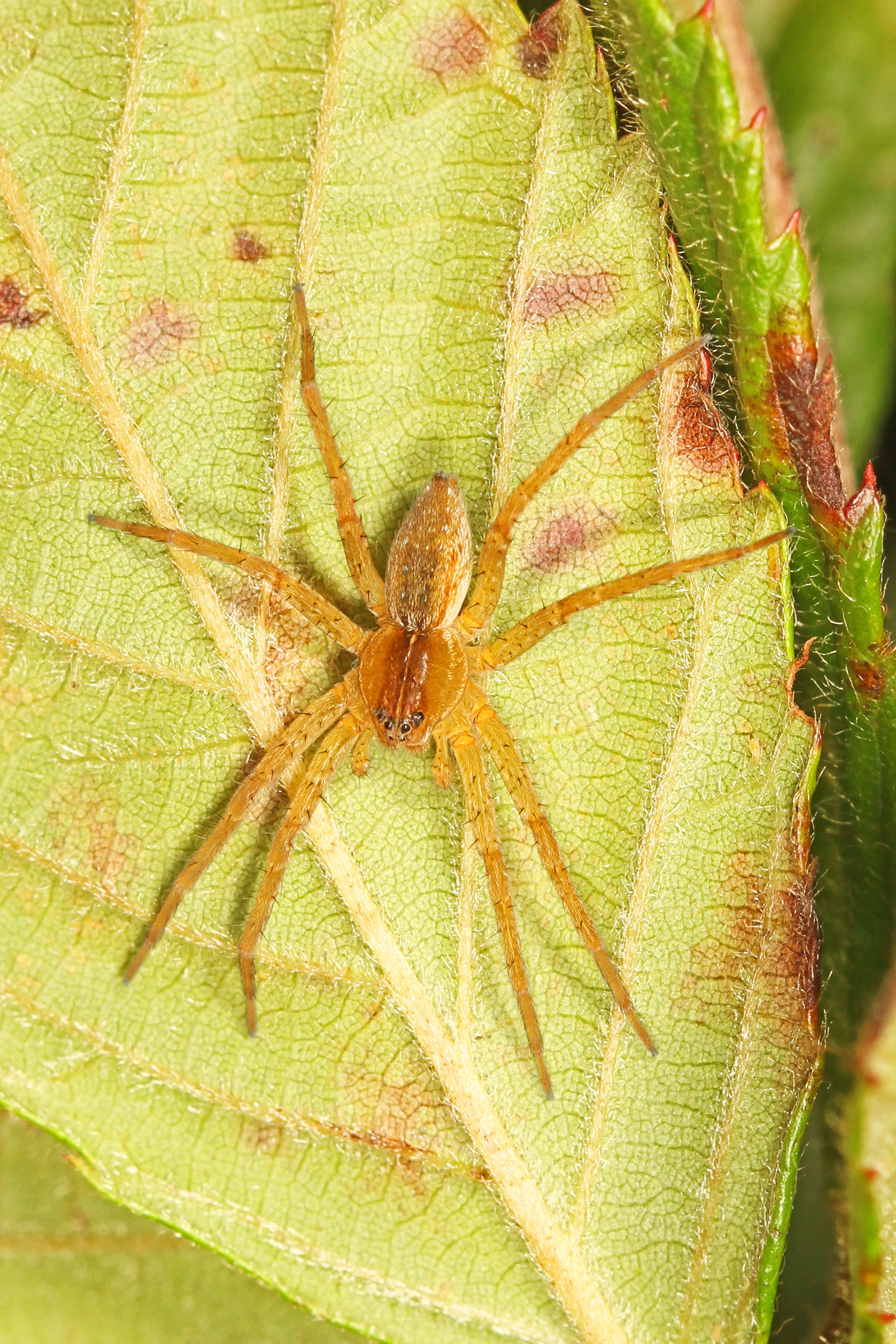
Dolomedes triton

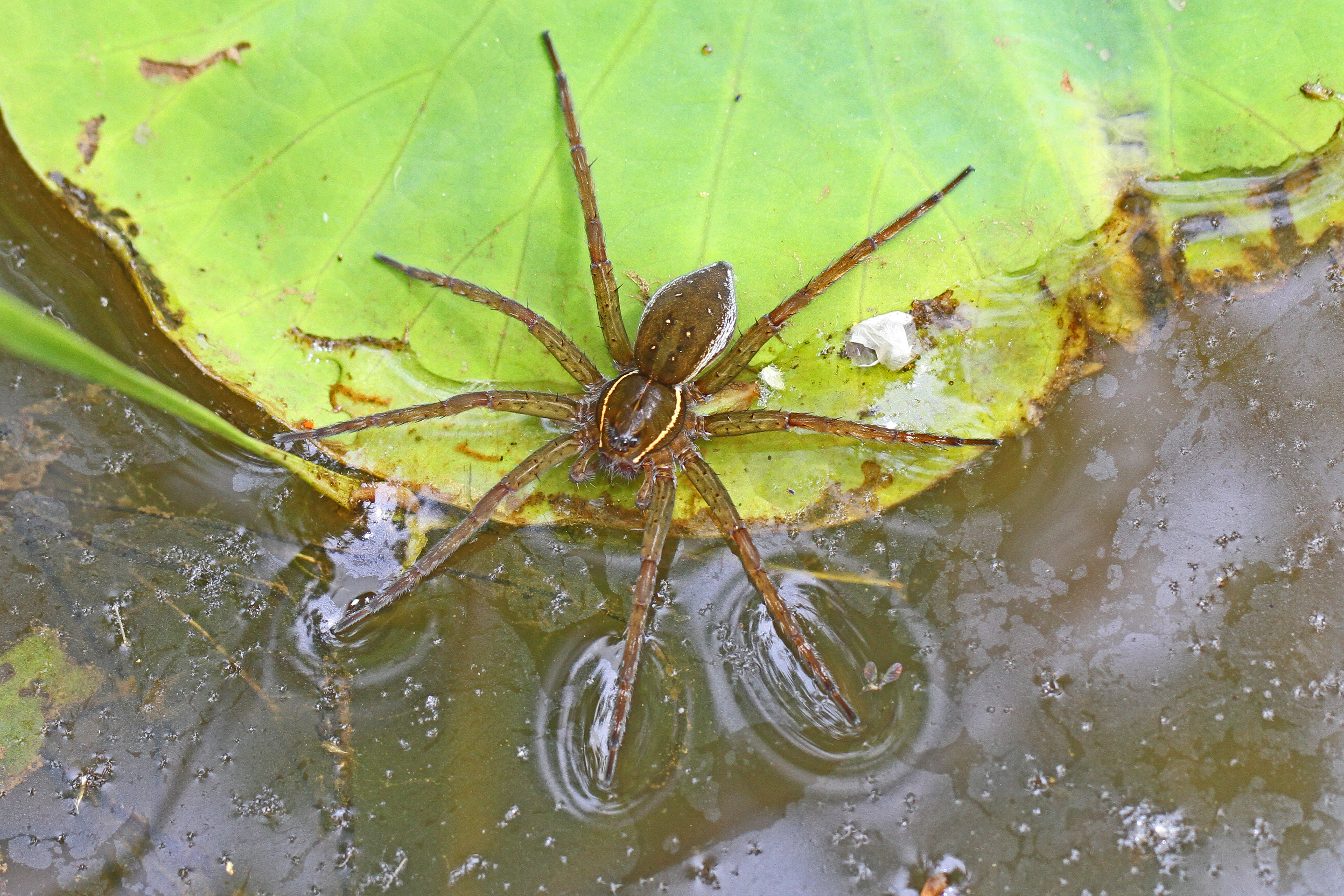
Dolomedes triton

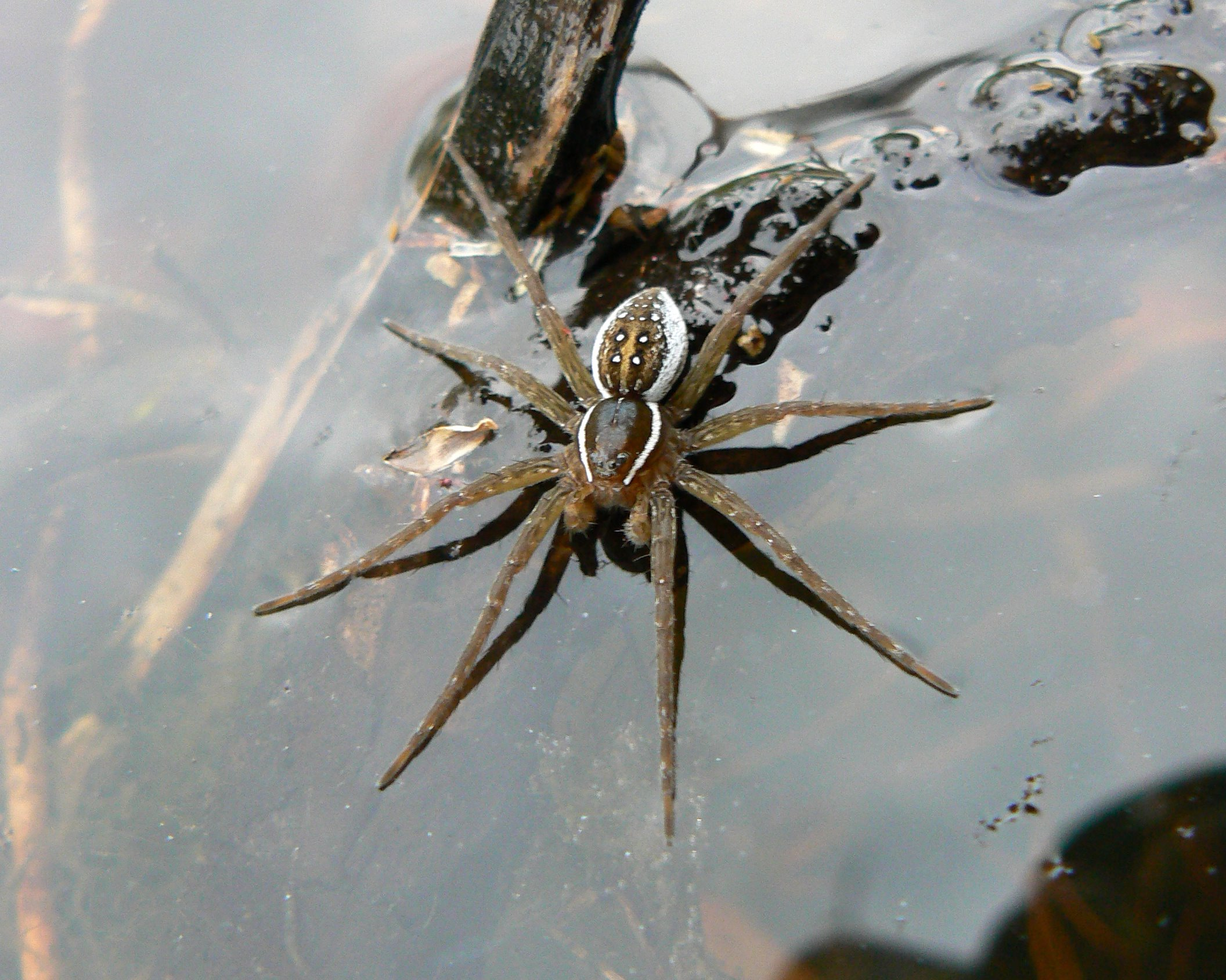
Dolomedes triton

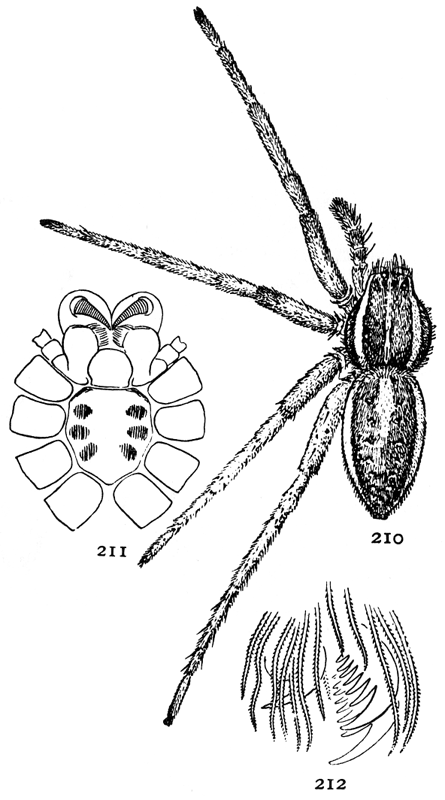
Dolomedes triton

Les mâles mesurent de 8,0 à 11,0 mm et les femelles de 13,9 à 19,4 mm.

## Systématique et taxinomie
Cette espèce a été décrite sous le protonyme Lycosa triton par Walckenaer en 1837. Elle est placée dans le genre Potamia par Simon en 1864, dans le genre Thaumasia par F. O. Pickard-Cambridge en 1903 puis dans le genre Dolomedes par Petrunkevitch en 1910.
Dolomedes sexpunctatus, Dolomedes major, Dolomedes albiclavius et Dolomedes spatulatus ont été placées en synonymie par Carico en 1973.

## Publication originale
- Walckenaer, 1837 : Histoire naturelle des insectes. Aptères. Paris, vol. 1, p. 1-682.